# ۴٬۱-نفتوکینون
۴٬۱-نفتوکینون (به انگلیسی: 1,4-Naphthoquinone) با فرمول شیمیایی C۱۰H۶O۲ یک ترکیب شیمیایی است. که جرم مولی آن ۱۵۸٫۱۵ g/mol می‌باشد. 